# National Union of Women's Suffrage Societies

Affisch från 1913

National Union of Women's Suffrage Societies (NUWSS), var en nationell organisation för kvinnlig rösträtt i Storbritannien, aktiv mellan 1897 och 1928. Från 1919 var den känd under namnet National Union of Societies for Equal Citizenship. 
NUWSS grundades av Millicent Fawcett, som var dess ordförande till 1919. Den skapades 1897 genom föreningen av Central National Society for Women’s Suffrage och  Central Committee of the National Society for Women's Suffrage, som båda hade splittrats 1888. National Union of Women's Suffrage Societies var den första nationella föreningen för kvinnlig rösträtt i Storbritannien sedan den kortvariga National Society for Women's Suffrage trettio år tidigare, och lyckades samordna 500 lokala rösträttsföreningar och för första gången effektivt samordna rörelsen. 
NUWSS är känd som den parlamentariska grenen av rösträttsrörelsen, som försökte uppnå sitt mål genom förhandlingar och fredliga medel.  Det var ur denna förening som Women's Social and Political Union bröt sig ur 1903, då vissa medlemmar såg den fredliga taktiken som ineffektiv. 
NUWSS arbetade för kvinnlig rösträtt tills denna uppnåddes 1918. Därefter arbetade den för att införa samma åldersregler för kvinnlig rösträtt som för manlig, fram till att även detta mål uppnåddes 1928. 